# Пляка, Виталий Петрович
Виталий Петрович Пляка (укр. Віталій Петрович Пляка; 6 июня 1971, Харьковская область — 17 марта 2024, Сумская область) — украинский военный лётчик, подполковник, участник российско-украинской войны. Герой Украины (2025, посмертно).

## Биография
Виталий Пляка родился 6 июня 1971 года в Харьковской области. В 1996 году участвовал в миротворческой миссии в городе Клис (Югославия) в составе эскадрильи вертолётов Ми-24. С 2010 по 2022 год участвовал в различных авиакампаниях, выполняя опасные миссии на вертолёте Ми-8 в странах Афганистан, Мали, Сомали, Южный Судан и Демократическая Республика Конго.
С началом полномасштабного российского вторжения в Украину присоединился к армейской авиации Украины. Участвовал в боевых заданиях по прорыву в оккупированный Мариуполь и в деоккупации Харьковской области. Совершил более 300 боевых вылетов.
17 марта 2024 года, во время сопровождения вертолётов Black Hawk с десантом ГУР МОУ, его вертолёт был атакован. В ходе отражения атаки погиб в небе над Сумской областью в результате поражения вертолёта ракетой из переносного зенитно-ракетного комплекса.
Похоронен в Киеве.

## Награды
- Звание «Герой Украины» с удостоением ордена «Золотая Звезда» (посмертно).
- Орден Богдана Хмельницкого III степени (5 апреля 2022, посмертно) — за личное мужество и высокий профессионализм, проявленные в защите государственного суверенитета и территориальной целостности Украины, верность военной присяге[3].